# Macrojoppa melanura
Macrojoppa melanura är en stekelart som först beskrevs av Joseph Kriechbaumer 1898.  Macrojoppa melanura ingår i släktet Macrojoppa och familjen brokparasitsteklar. Inga underarter finns listade i Catalogue of Life.